# Miguel Gomez (acteur)
Pour les articles homonymes, voir Miguel Gómez et Gomez.
Miguel Gomez est un acteur et rappeur colombino-américain, né le 20 août 1985 à Cali (Valle del Cauca).

## Filmographie partielle

### Cinéma
- 2012 : The Domino Effect de Paula van der Oest
- 2015 : La Rage au ventre (Southpaw) d'Antoine Fuqua
- 2017 : Megan Leavey de Gabriela Cowperthwaite

### Séries télévisées
- 2014-2017 : The Strain
- 2017-2019 : SMILF
- 2020-2022: Most Wanted Criminals : Ivan Ortiz
- 2023 : Ces liens qui nous unissent (The Company You Keep) : prètre